# Patinatge artístic als Jocs Olímpics d'estiu de 1920 - Individual femení
La competició individual femenina va ser una de les tres proves del programa de patinatge artístic disputades durant els Jocs Olímpics d'Anvers de 1920. La prova es va disputar el 25 d'abril de 1920 al Palau de gel d'Anvers i hi van prendre part 6 patinadores de 4 nacions diferents.

## Medallistes
| Or                | Plata            | Bronze             |
| Magda Julin (SWE) | Svea Norén (SWE) | Theresa Weld (USA) |

## Resultats
| Posició | Nonm               | País         | FO | PL | Punts | Punts totals |
| ------- | ------------------ | ------------ | -- | -- | ----- | ------------ |
| 1       | Magda Julin        | Suècia       | 1  | 4  | 12.0  | 913,50       |
| 2       | Svea Norén         | Suècia       | 2  | 3  | 12.5  | 887,75       |
| 3       | Theresa Weld       | Estats Units | 5  | 1  | 15.5  | 898,00       |
| 4       | Phyllis Johnson    | Regne Unit   | 3  | 5  | 18.5  | 869,50       |
| 5       | Margot Moe         | Noruega      | 4  | 6  | 22.5  | 859,75       |
| 6       | Ingrid Gulbrandsen | Noruega      | 6  | 2  | 24.0  | 847,50       |

Àrbitre:
- Victor Lundquist

Jutges:
- August Anderberg
- Louis Magnus
- Eudore Lamborelle
- Knut Ørn Meinich
- Herbert Yglesias